# 都城市消防局
都城市消防局（みやこのじょうししょうぼうきょく）は、宮崎県都城市の消防部局（消防本部）。管轄区域は都城市及び北諸県郡三股町の全域。三股町は都城市に常備消防事務を委託している。

## 概要
- 消防局本部：都城市菖蒲原町19号7番地
- 管内面積：763.81km2
- 職員定数：179人
- 消防署2カ所、分署2カ所
- 配置車両
  - 消防ポンプ車
  - 水槽付消防ポンプ車
  - 化学消防ポンプ車
  - 救助工作車
  - 救急自動車
  - はしご車
  - 資機材搬送車
  - 支援車
  - 多目的車
  - スノーケル車
  - 水槽車
  - 査察車
  - 救急普及啓発広報車

## 沿革
- 2006年1月1日　都城市、北諸県郡山之口町、高城町、山田町及び高崎町の新設合併により、新・都城市となる。消防事務も行っていた都城北諸県広域市町村圏事務組合（一部事務組合）を解散し、都城市消防局を開設する。三股町は都城市に消防事務を委託する。

## 組織
- 本部 - 総務課、警防課、予防課、指令課
- 消防署

## 消防署
| 消防署   | 住所         | 分署                      |
| -------- | ------------ | ------------------------- |
| 北消防署 | 高木町6739-1 | 高崎：高崎町大牟田1247-98 |
| 南消防署 | 菖蒲原町19-7 | 鷹尾：鷹尾3-13-4          |